# Académie américaine des arts et des sciences
L'Académie américaine des arts et des sciences (en anglais : American Academy of Arts and Sciences) est une organisation vouée à l’enseignement et au progrès des connaissances. Elle joue le rôle de société honorifique aux États-Unis.

## Historique
James Bowdoin (1726-1790), John Adams (1735-1826) et John Hancock (1737-1793) fondent l’Académie à Boston durant la guerre d'indépendance des États-Unis. Leur objectif, comme établi dans leur charte, est de « cultivate every art and science which may tend to advance the interest, honour, dignity, and happiness of a free, independent, and virtuous people » (« cultiver chacun des arts et des sciences qui peuvent contribuer à faire avancer l’intérêt, l’honneur, la dignité et le bonheur d’un peuple libre, indépendant et vertueux »). Ils furent bientôt rejoints par d’autres personnalités et on remarque parmi ses premiers membres Benjamin Franklin (1706-1790), George Washington (1732-1799), Thomas Jefferson (1743-1826) ou Alexander Hamilton (1755 ou 1757-1804).
Aujourd’hui, le siège de l’Académie est situé à Cambridge. Elle organise des conférences, des projets de recherches et publie un trimestriel, Dædalus. L’institution compte 4 000 membres et plusieurs centaines de membres étrangers honoraires. Durant l’année, ses membres sont invités à participer à des rencontres se déroulant à Cambridge ou dans des centres régionaux comme l’université de Chicago ou de Californie.

## Membres

### Liste des dirigeants
| Identité                            | Période      | Période | Durée |
| Identité                            | Début        | Fin     | Durée |
| ----------------------------------- | ------------ | ------- | ----- |
| David W. Oxtoby (en) (né en 1951)   | 2019         | 2024    | 5 ans |
| Laurie L. Patton (en) (née en 1961) | janvier 2025 |         |       |

### Quelques membres francophones
Sciences
- Yvonne Choquet-Bruhat, mathématicienne et physicienne française, depuis 1985
- Pierre Corvol, biologiste français, depuis 2000
- Dino Moras, biochimiste français, depuis 1998
- Philippe Nozières, physicien français, depuis 1992
- Alain Berthoz, professeur au Collège de France, membre de l'Académie des sciences
- Bernard Chazelle, informaticien français et américain, depuis 2004
- Karen Seto, géographe américaine
- Geraldine Seydoux, biologiste et généticienne franco-américaine, depuis 2013.

Littérature
Histoire
- Jacqueline de Romilly, philologue française

Droit
- Maurice Duverger, juriste français

Économie
- Olivier Blanchard, économiste français
- Jean-Michel Grandmont, économiste français